# L'errore di vivere
L'errore di vivere (Charlie Bubbles) è un film del 1967 diretto da Albert Finney.

## Trama
Charlie Bubbles è uno scrittore di grande fama al quale il successo ha finito per nuocere. È ricco e famoso, ma sente di essere finito. A causa di ciò ha perso anche l'affetto della moglie e del figlio che sono andati a vivere in campagna. L'uomo qualche volta va a trovarli, ma senza risultati. Il rapporto con la moglie rimane freddo e anche con il figlio le cose non vanno meglio. Lo scrittore non riesce a reagire e si rifugia nella fantasia. Un giorno, mentre si trova in campagna, scorge un pallone aerostatico, vi sale e si solleva da terra.